# محمد بن أبي حاتم
أبو جعفر أو أبو عبد الله محمد بن أبي حاتم الرازي الورّاق النحوي. أحد العلماء ومن رواة الحديث عند أهل السنة والجماعة.
كان من أخصّ تلاميذ البخاري وأكثرهم ملازمة له ورواية لأخباره. وكان ينسخ له ويكتب كتبه. قال ابن حجر العسقلاني: «الإمام الجليل أبو عبد الله محمد بن أبي حاتم الوراق وهو الناسخ وكان ملازمه سفرا وحضرا فكتب كتبه.»
حدّث وأكثر عن شيخه الإمام البخاري، كما روى عن غالب بن جبريل، ويحيى بن جعفر البيكندي وعمر بن حفص الأشقر، وسليم بن مجاهد ، وغيرهم.
وروى عنه محمد بن يوسف بن مطر الفربري وغيرهم.
له كتاب: «شمائل البخاري» جمعه، وهو جزء ضخم.